# Konstantinos I của Hy Lạp
Konstantinos I của Hy Lạp  (1868-1923) là vua Hy Lạp từ năm 1913 sau khi vua Georgios I bị ám sát đến khi thoái vị nhường cho con trai- Vương tử Alexandros làm vua vào năm 1917, ông lên ngôi vào năm 1920 sau khi Vua Alexandros mất và thoái vị cho con trai Vương tử Georgios vào năm 1922. Ông là con trai trưởng của Vua Georgios I của Hy Lạp và Hoàng hậu Olga Constantinova của Nga (cháu nội của Nga hoàng Nikolai I). Ông tham gia Quân đội Hy Lạp và chiến đấu trong Chiến tranh Hy Lạp-Thổ Nhĩ Kỳ (1897). Ông được thăng cấp Thiếu tướng. Ông trị vì Hy Lạp trong giai đoạn Thế chiến thứ nhất. Sau khi Hy Lạp thất bại trong Chiến tranh Hy Lạp-Thổ Nhĩ Kỳ (1919-1922), ông thoái vị và sống lưu vong cho tới khi mất ở Ý